# La Vénus à la fourrure
La Vénus à la fourrure (Brasil: A Pele de Vênus / Portugal: Vénus de Vison) é um filme francês de 2013, do género dramático, rodado em Paris, dirigido por Roman Polański, com argumento do dramaturgo norte-americano David Ives e de Roman Polański. David Ives baseou-se no romance de Leopold von Sacher-Masoch com o título A Vênus das Peles (Venus in Furs), escrito em 1870. O nome do escritor (Masoch) deu origem ao termo "masoquista".

## Sinopse
Thomas (Mathieu Amalric) queixa-se ao telefone da falta de talento das candidatas demonstrada nas provas de audição, que fez durante todo o dia, para representarem o papel de uma mulher que faz um negócio com um homem para este ser seu escravo.
Nenhuma apresenta a competência necessária para interpretar o papel principal. Thomas prepara-se para abandonar o teatro quando, uma mulher misteriosa entra na sala, Vanda (Emmanuelle Seigner, esposa de Polański), esta tem uma personalidade forte e é um furacão de energia erótica. Ela está perfeitamente preparada: comprou adereços, leu o material, percebe a personagem e conhece os diálogos de cor.
Desta forma, a atriz tenta convencer como é perfeita para o desempenho do papel, mas Vanda materializa tudo o que o diretor odeia. Thomas sabe que Vanda está completamente desesperada para conseguir a peça, mas ao mesmo tempo, prevê que se a sua escolha recair nesta atriz, será inteiramente desapropriada. De qualquer forma, Vanda não aceita um não como resposta e começa a tornar-se cada vez mais dominante e provocante, por outro lado a atracão de Thomas começa a ser cada vez mais veemente, originando uma mudança de poder entre eles…

## Elenco
- Roman Polański - Diretor
- Emmanuelle Seigner - Vanda Jourdain
- Mathieu Amalric - Thomas Novacheck

## Produção

### Antecedentes
Polański disse num comunicado ao Hollywood Reporter que estava à procura, há já algum tempo, uma chance de fazer um filme em francês com Emmanuelle. Ao ler a obra A Vénus das Peles (Venus de Fur), percebi que estavam criadas as condições para a sua concretização. Steven Zeitchik escreveu para o LA Times: «O filme irá trazer qualidade numa nova meta, um diretor bem conhecido irá direcionar sua atriz-mulher num filme focado sobre um diretor num relacionamento complicado com uma atriz.»

### Argumento
Polański adotou a peça de David Ives baseada no romance de 1870, de Leopold von Sacher-Masoch, escritor e jornalista austríaco, mas o argumento do filme foi produzido pelo realizador e pelo dramaturgo. O conteúdo do romance de Leopold Masoch tem por base a felicidade da relação entre um homem e uma mulher, tendo como necessidade o jogo do poder e da dominação. No romance o nome dos personagens são Wanda e Severin.

### Filmagem
Não é a primeira vez que a filmografia de Polański funde teatro com o cinema, dado que o tema já tinha sido explorado em 2011, no filme Carnage, cujo cenário é o interior de um apartamento. Desta feita, não é um apartamento mas o próprio palco e tudo se desenrola nesse espaço – um teatro parisiense, na realidade o Théâtre Récamier, situado no número 3 da Rue Récamier em Paris.
As duas personagens – apenas duas - encontram-se concomitantemente na tela do cinema e no palco do teatro, é neste pano de fundo que se desenrolam os jogos de poder e de sedução.
A acrescentar ao enredo os sons estão sempre presentes e duma forma impressionante, corroborando assim, com os excelentes planos captados pelo diretor de fotografia Pawel Edelman, jogando este com mestria com a luz e sombra tão perfeitamente como Vanda consegue aclarar o palco do teatro perante o olhar descrentemente sombrio de Thomas. A coadjuvar toda esta envolvência teatral forte e dominadora, está a sensível banda sonora de Alexandre Desplat.
As restantes cenas do filme foram rodadas na cidade de Paris, e no exterior do teatro Théâtre Hébertot , situado no número  78 da rua bis Boulevard des Batignolles.

## Principais prémios e nomeações
Prémio César 2014 (França)
- Venceu na categoria de melhor realizador (Roman Polański).
- Nomeado nas categorias de melhor ator (Mathieu Mmalric), melhor atriz (Emmanuelle Seigner), melhor argumento adaptado (Roman Polański e David Ives), melhor filme (Roman Polański), melhor música original (Alexandre Desplat), melhor som (Lucien Balibar, Nadine Muse e Cyril Holtz).

Palma de Ouro 2014 (França)
- Nomeado Roman Polański

Prémio David di Donatello 2014 (Itália)
- Nomeado na categoria de melhor filme europeu.

Prémio Lumièr 2014 (França)
- Venceu na categoria melhor argumento (Roman Polański e David Ives).
- Nomeado na categoria de melhor atriz (Emmanuelle Seigner).[6]